# 745
745 (DCCXLV) var ett normalår som började en fredag i den julianska kalendern.

## Händelser

### Okänt datum
- Pesten härjar i Konstantinopel och sprider sig över Europa.

## Födda
- 10 november — Musa al-Kazim, Shiaimam (död 799)